# Aino Venna
Aino Venna (Aino Ahokas) är en finsk låtskrivare och sångare, född i Helsingfors 1982. Aino Venna bor och arbetar i Paris.. Hon sjunger på engelska, finska, franska och tyska. 

## Diskografi

### Studioalbum
- Marlene (2012)
- Tin Roof (2014)
- Aino Vennan joulu (2016)

### EP
- Missing Buttons (2011)
- Waltz to Paris (2012)